# Shao Lin wu zu
Shao Lin wu zu è un film del 1974 diretto da Chang Cheh.
Conosciuto anche come: Five Shaolin Masters e 5 Masters of Death

## Trama
Cinque studenti devono vendicarsi per la distruzione del loro amato Tempio Shaolin.